# Karina Milei

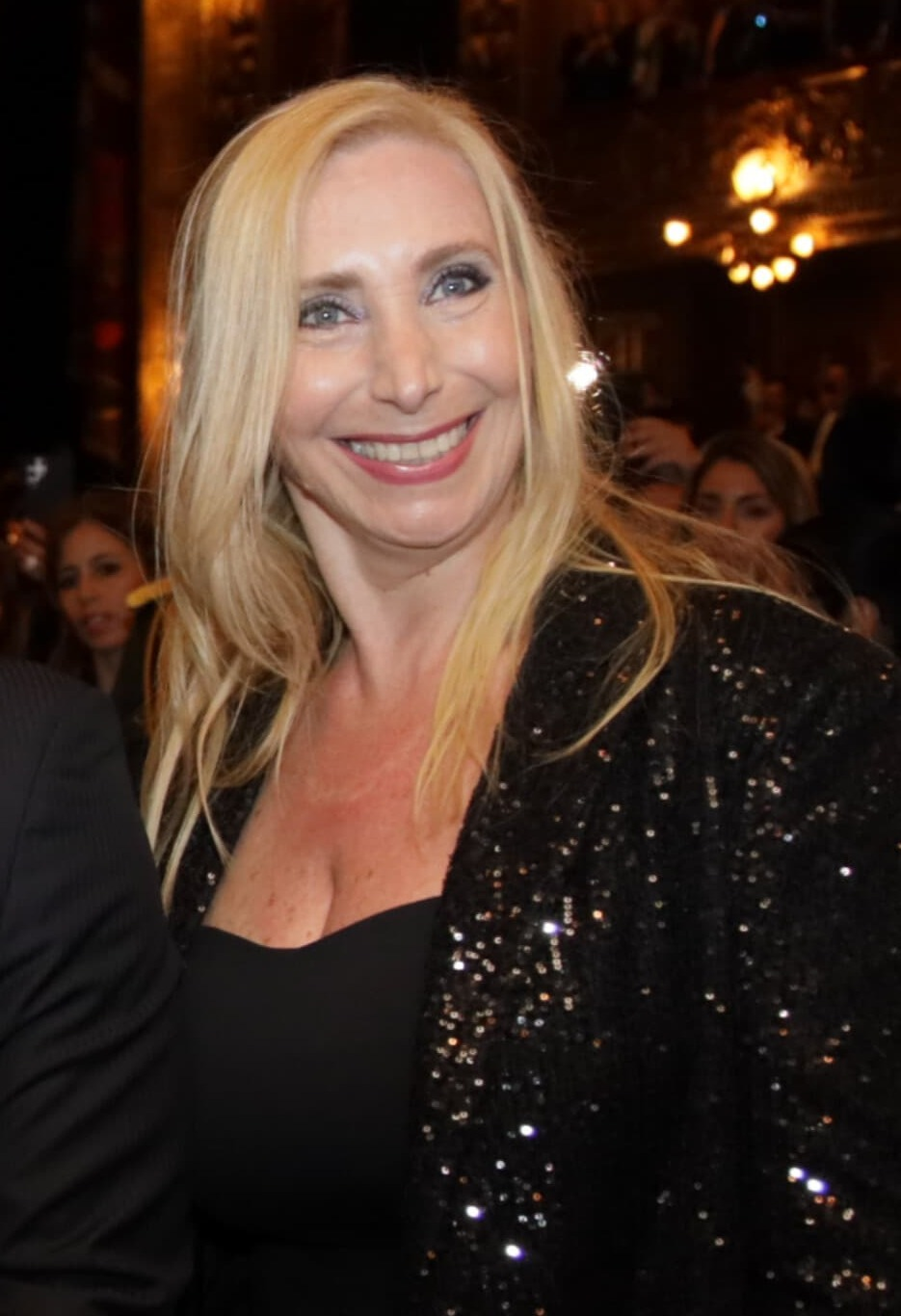
Karina Milei (2023)

Karina Elizabeth Milei (* 28. März 1972 in Buenos Aires) ist eine argentinische Politikerin des Parteienbündnisses La Libertad Avanza. Derzeit ist sie Generalsekretärin der Präsidentschaft der argentinischen Nation unter ihrem Bruder, dem argentinischen Präsidenten Javier Milei.

## Leben und Karriere
Sie wurde 1972 in Buenos Aires geboren und ist zwei Jahre jünger als ihr Bruder. Sie sind die einzigen Kinder aus der Ehe von Norberto Milei und Alicia Lucich. Sie hat einen Abschluss in Öffentlichkeitsarbeit von der Universidad Argentina de la Empresa und studierte außerdem Marketing an der Universität Belgrano. Javier Milei hat ein distanziertes Verhältnis zu seinen Eltern, Karina war lange Jahre das einzige Familienmitglied, mit dem er Kontakt hielt. Laut CNN und BBC litt Javier in seiner Jugend unter Mobbing und häuslicher Gewalt; Karina war ihm zu dieser Zeit eine psychologische Stütze. Obwohl sich Karina Milei nicht dazu äußert, bestätigte ihr Bruder in Interviews verschiedene in der Presse kolportierte Aspekte seiner Beziehung zu ihr. Er behauptete, der Vater habe ihn heftig geschlagen und er habe Schutz bei seiner Schwester gesucht.
Bevor sie sich für ihren Bruder in der Politik engagierte, war sie dessen Finanzmanagerin. Karina Milei lernte auch Konditorin, Bildhauerin und Tarot-Leserin, Tätigkeiten, die sie als Hobby und auch beruflich ausübte.
Sie leitete den Präsidentschaftswahlkampf ihres Bruders bei den Präsidentschafts- und Parlamentswahlen in Argentinien 2023. Javier Milei bezeichnet sie oft als „Der Boss“ („El Jefe“ auf Spanisch, die männliche Form des Substantivs, anstelle der weiblichen Form „La Jefa“, um sie von der als korrupt empfundenen Präsidentschaft Cristina Fernández de Kirchners abzuheben, die „La Jefa“ genannt wurde) und hebt sie stets als eine seiner wichtigsten Beraterinnen hervor. Am 10. Dezember 2023 ernannte er sie zur Chefin des Generalsekretariats der Präsidentschaft, des argentinischen Präsidialamtes. Die Ernennung wurde möglich, nachdem ihr Bruder noch am Tag seiner Vereidigung als eine seiner ersten Amtshandlungen die Änderung eines Dekrets seines Vorvorgängers Mauricio Macri veranlasste, das die Ernennung von Verwandten des Präsidenten für Kabinettsposten untersagte.
Am 13. Dezember 2024 verlieh ihr die italienische Ministerpräsidentin Giorgia Meloni zusammen mit ihrem Bruder Javier die italienische Staatsbürgerschaft. Aufgrund des im italienischen Staatsangehörigkeitsrecht besonders stark ausgestalteten Abstammungsprinzips war die Annahme der italienischen Staatsangehörigkeit für Milei, deren Großeltern aus Süditalien nach Argentinien eingewandert sind, rechtlich leicht möglich.
Karina Milei hat keine Kinder und auch keinen bekannten Partner. Javier Milei verglich seine Schwester mit Moses (der die Israeliten aus Ägypten führte, allerdings nicht redegewandt war und daher für die Kommunikation von seinem Bruder Aaron unterstützt wurde) und erklärte: „Sie ist Moses, ich bin nur ein Popularisierer.“